# Alejandro Ceccatto
Hermenegildo Alejandro Ramón Ceccatto es un físico argentino. Entre 2015 y 2019 ocupó el cargo de presidente del CONICET, ocupando antes el cargo de Secretario de Articulación Científico Tecnológica entre 2008 y 2015.

## Biografía
En 1979 se graduó como Licenciado en Física en la Universidad Nacional de Rosario (UNR). Posteriormente hizo su doctorado en Física en la Universidad Nacional de La Plata (UNLP), del que se graduó en 1985. Hizo dos estudios posdoctorales, el primero en el Departamento de Física Aplicada de la Universidad de Stanford (1986-1988) y el segundo en el Instituto de Física Teórica de la Universidad de Colonia (1988-1989).
Desde 1998 es investigador del CONICET, habiendo llegado hasta la categoría de Investigador Principal. Entre 2003 y 2004 fue jefe de la División Física Aplicada del  Instituto de Física Rosario (IFIR)
Como docente se desempeña como profesor titular de la Facultad de Ciencias Exactas, Ingeniería y Agrimensura de la UNR.
Entre 2001 y 2008 fue director del Centro Científico Tecnológico Rosario (CCT Rosario) del CONICET. En 2008 asumió el cargo de Secretario de Articulación Científico Tecnológica del Ministerio de Ciencia y Tecnología que ocupó hasta 2015.
En 2015, tras asumir la presidencia el ingeniero Mauricio Macri, Ceccatto asumió la presidencia del CONICET. Durante su gestión al frente del organismo disminuyó la cantidad de nuevos investigadores contratados. También se redujeron los fondos que reciben los institutos para su normal funcionamiento y los subsidios de investigación.
En febrero de 2019 Ceccato tomó licencia por dos meses de su cargo por motivos de salud, siendo reemplazado interinamente por Mirtha Flawiá.  El 2 de septiembre de 2019 presentó su renuncia definitiva. En su lugar fue nombrado Miguel Ángel Laborde, quien se desempeñaba como vicepresidente de Asuntos Tecnológicos.